# الإسلام في عصر أسرة سونغ

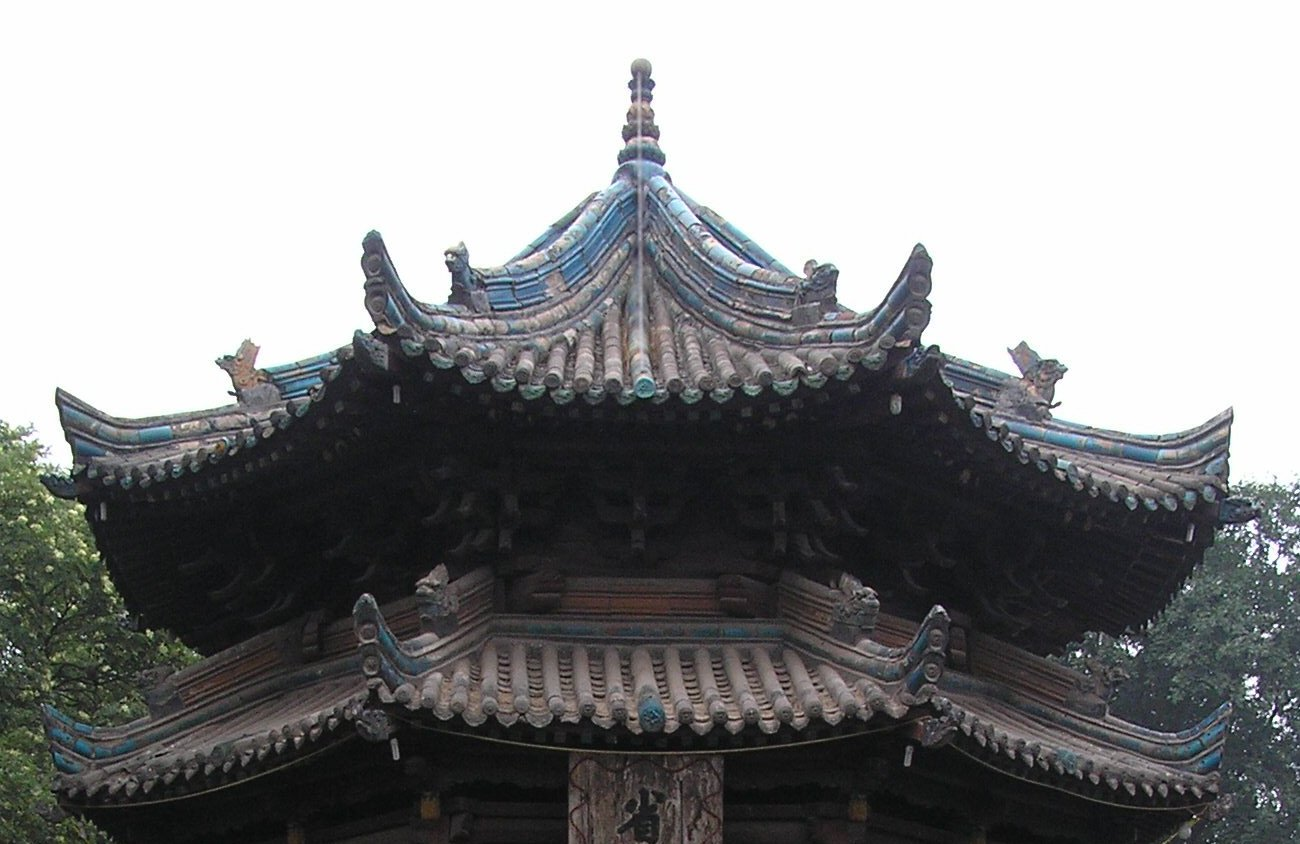
الإسلام في الصين

انتقال الحكم من سلالة تانغ إلى سلالة سونغ (960-1279) في الصين لم يقطع كثيرا من اتجاهات المسلمين التي أنشئت خلال سلالة تانغ.

## الإسلام يواصل زيادة نفوذه
بدأ كثير من المسلمين الذهاب إلى الصين للتجارة خلال عهد أسرة تانغ. وخلال عصر أسرة سونغ، بدأ المسلمون يكونون تأثيرا اقتصاديا أكبر ونفوذا أكبر على البلاد. خلال فترة أسرة سونغ (960-1279)، هيمن المسلمون على التجارة في الصين والاستيراد والتصدير إلى الجنوب والغرب. في الواقع، مكتب المدير العام للشحن البحري في ميناء الصين العظيم في مدينة الزيتون كان ممسوكا من قبل المسلمين خلال هذه الفترة.
علم الأعشاب الصيني (إعيد نشرها في 1968-1975) - نقح بمقتضى أسرة سونغ في 1056 و1107 لتشمل المواد، وخاصة 200 الأدوية، مأخوذة من كتاب ابن سينا القانون في الطب. وفي الوقت نفسه، كان رواة القصص العرب يروون قصصا خيالية من الصين، والتي أدرجت في ألف ليلة وليلة، وأشهرها قصة علاء الدين وغيرها من حكايات ليلة وليلة مثل «حكاية قمر الزمان وبدور»، «قصة الأمير سيف الملوك»، و«حكاية الحدباء».

## هجرة المسلمين إلى الصين
في عام 1070، الإمبراطور شين تسونغ (Shenzong) دعا 5,300 من الرجال العرب من بخارى، ليستقروا في الصين. استخدم الإمبراطور هؤلاء الرجال في حملته ضد إمبراطورية لياو في شرق البلاد. في وقت لاحق استقر هؤلاء الرجال بين عاصمة سونغ من كايفنغ وYenching (يانجينغ الحديثة بكين). والهدف هو إنشاء منطقة عازلة بين الصين ولياو. وفي عام 1080، 10,000 من الرجال والنساء العرب هاجروا إلى الصين على ظهور الخيل واستقروا في جميع المحافظات من الشمال والشمال الشرقي.
العرب من بخارى كانوا تحت قيادة الأمير أمير السيد "So-fei-er" (اسمه الصيني). وكان الأمير في وقت لاحق منح اللقب الفخري. وهو معروف من كونه «الأب» للجالية المسلمة في الصين. قبل منه الإسلام كان اسمه قبل تانغ وسونغ الصينية كما داشي fa («قانون العرب») (تاشي أو داشي الصينية تقديم التازي—اسم فارسي اعتاد الناس على العرب). كان اسمها إلى Huihui جياو («دين Huihui»).
بعض المسؤولين الصينيين من عهد أسرة سونغ أيضا تزوجوا نساء من داشي (العربية).